# Rind Kommune
Rind Kommune var en landkommune i Ringkøbing Amt fra 1882–1967.

## Administrativ historik
Rind Kommune blev dannet ved en deling af Rind-Herning Sognekommune i 1882.

## Valgresultater efter år
| 2 | 2 | 1 | 4 |

| 9 |